# Дерун, Екатерина Александровна
Екатерина Александровна Дерун (укр. Катерина Олександрівна Дерун; род. 24 сентября 1993, Шпиков, Винницкая область) — украинская легкоатлетка, специалистка по метанию копья. Выступала на профессиональном уровне в 2007—2018 годах, победительница юношеских Олимпийских игр в Сингапуре, серебряная призёрка чемпионата Европы среди молодёжи, чемпионка Украины, участница летних Олимпийских игр в Рио-де-Жанейро.

## Биография
Екатерина Дерун родилась 24 сентября 1993 года в посёлке Шпиков Тульчинского района Винницкой области. Занималась лёгкой атлетикой в Киевской областной школе высшего спортивного мастерства, представляла Киевскую область.
Впервые заявила о себе на международном уровне в сезоне 2009 года, когда вошла в состав украинской сборной и выступила в метании копья на юношеском мировом первенстве в Брессаноне. Позднее в той же дисциплине стала пятой на Европейском юношеском олимпийском фестивале в Тампере.
Благодаря успешному выступлению на отборочном турнире в Москве в 2010 году удостоилась права защищать честь страны на юношеских Олимпийских играх в Сингапуре, где с результатом 54,59 превзошла всех соперниц и завоевала золото.
В 2011 году заняла 12-е место на юниорском европейском первенстве в Таллине.
В 2012 году стала третьей в молодёжной категории на Кубке Европы по зимним метаниям в Баре, метала копьё на юниорском мировом первенстве в Барселоне.
В 2013 году выступила на молодёжном европейском первенстве в Тампере, в финал не вышла.
На молодёжном европейском первенстве 2015 года в Таллине стала серебряной призёркой, уступив только немке Кристин Хуссонг. На чемпионате мира в Пекине выступила неудачно, показав наихудший среди всех спортсменок результат — 53,49 метра.
В 2016 году на домашних соревнованиях в Киеве превзошла всех соперниц, установив при этом свой личный рекорд в метании копья — 62,82 метра. Метала копьё на чемпионате Европы в Амстердаме. Выполнив олимпийский квалификационный норматив (62,00), благополучно прошла отбор на летние Олимпийские игры в Рио-де-Жанейро. Здесь в ходе предварительного квалификационного этапа метнула копьё на 60,02 метра, чего оказалось недостаточно для выхода в финал.
В 2018 году ещё выступила на нескольких турнирах, в частности выиграла чемпионат Украины в Луцке, после чего завершила спортивную карьеру.